# 细长裂江珧
细长裂江珧（学名：Pinna incurvata），是贻贝目江珧蛤科江珧蛤属的一种。主要分布于中国大陆，常栖息在潮间带至潮下带75米。